# John Bromwich
John Edward Bromwich (14 de noviembre de 1918-21 de octubre de 1999) fue un jugador de tenis de Australia, figura del tenis mundial en los años de la Segunda Guerra Mundial y los años posteriores a esta. Ganó dos títulos de Grand Slam en individuales y formó una poderosa dupla junto a su compatriota Adrian Quist, ganando la competición de dobles del Abierto de Australia en 8 ocasiones consecutivas.

## Torneos de Grand Slam

### Individuales (2)

#### Títulos
| Año  | Torneo                 | Oponente en la final | Resultado           |
| ---- | ---------------------- | -------------------- | ------------------- |
| 1939 | Campeonato Australiano | Adrian Quist         | 6-4 6-1 6-3         |
| 1946 | Campeonato Australiano | Dinny Pails          | 5-7 6-3 7-5 3-6 6-2 |

#### Finalista (6)
| Año  | Torneo                 | Oponente en la final | Resultado           |
| ---- | ---------------------- | -------------------- | ------------------- |
| 1937 | Campeonato Australiano | Vivian McGrath       | 3-6 6-1 0-6 6-2 1-6 |
| 1938 | Campeonato Australiano | Don Budge            | 4-6 2-6 1-6         |
| 1947 | Campeonato Australiano | Dinny Pails          | 6-4 4-6 6-3 5-7 6-8 |
| 1948 | Campeonato Australiano | Adrian Quist         | 4-6 6-3 3-6 6-2 3-6 |
| 1948 | Wimbledon              | Bob Falkenburg       | 5-7 6-0 2-6 6-3 5-7 |
| 1949 | Campeonato Australiano | Frank Sedgman        | 3-6 2-6 2-6         |

### Dobles (13)

#### Títulos
| Año  | Torneo                            | Pareja        | Oponentes en la final             | Resultado           |
| ---- | --------------------------------- | ------------- | --------------------------------- | ------------------- |
| 1938 | Campeonato Australiano            | Adrian Quist  | Gottfried von Cramm Henner Henkel | 7-5 6-4 6-0         |
| 1939 | Campeonato Australiano            | Adrian Quist  | Colin Long Don Turnbull           | 6-4 7-5 6-2         |
| 1939 | US National Doubles Championships | Adrian Quist  | Jack Crawford Harry Hopman        | 8-6 6-1 6-4         |
| 1940 | Campeonato Australiano            | Adrian Quist  | Jack Crawford Vivian McGrath      | 6-3 7-5 6-1         |
| 1946 | Campeonato Australiano            | Adrian Quist  | Max Newcombe Len Schwartz         | 6-3 6-1 9-7         |
| 1947 | Campeonato Australiano            | Adrian Quist  | Frank Sedgman George Worthington  | 6-1 6-3 6-1         |
| 1948 | Campeonato Australiano            | Adrian Quist  | Colin Long Frank Sedgman          | 1-6 6-8 9-7 6-3 8-6 |
| 1948 | Wimbledon                         | Frank Sedgman | Tom Brown Gardnar Mulloy          | 5-7 7-5 7-5 9-7     |
| 1949 | Campeonato Australiano            | Adrian Quist  | Geoff Brown Bill Sidwell          | 1-6 7-5 6-2 6-3     |
| 1949 | US National Doubles Championships | Bill Sidwell  | Frank Sedgman George Worthington  | 6-4 6-0 6-1         |
| 1950 | Campeonato Australiano            | Adrian Quist  | Jaroslav Drobný Eric Sturgess     | 6-3 5-7 4-6 6-3 8-6 |
| 1950 | Wimbledon                         | Adrian Quist  | Geoff Brown Bill Sidwell          | 7-5 3-6 6-3 3-6 6-2 |
| 1950 | US National Doubles Championships | Frank Sedgman | Bill Talbert Gardnar Mulloy       | 7-5 8-6 3-6 6-1     |

#### Finalista (3)
| Año  | Torneo                            | Pareja       | Oponentes en la final      | Resultado            |
| ---- | --------------------------------- | ------------ | -------------------------- | -------------------- |
| 1937 | Campeonato Australiano            | Jack Harper  | Adrian Quist Don Turnbull  | 2-6 7-9 6-1 8-6 4-6  |
| 1938 | US National Doubles Championships | Adrian Quist | Don Budge Gene Mako        | 3-6 2-6 1-6          |
| 1951 | Campeonato Australiano            | Adrian Quist | Ken McGregor Frank Sedgman | 9-11 6-2 3-6 6-4 3-6 |